# Bill Gates
William Henry Gates III. (Seattle, 28. listopada 1955.), poznatiji kao Bill Gates, američki je poslovni magnat, filantrop, šesta najbogatija osoba na svijetu (provjereno 8. svibnja 2023.), prvi najbogatiji Amerikanac (provjereno 13. veljače 2009.) i direktor Microsofta, softverske tvrtke koju je pokrenuo s Paulom Allenom. Tijekom svoje karijere u Microsoftu, Gates je bio izvršni direktor i šef softverske arhitekture, a ostaje i najveći pojedinačni dioničar s više od 8 % redovitih dionica. Također je autor ili suautor nekoliko knjiga.
Gates je jedan od najpoznatijih poduzetnika u revoluciji osobnog računalstva. Iako mu se mnogi dive, velik dio ljudi unutar softverske industrije njegovu poslovnu strategiju smatra antikonkurentnom, što je u nekim slučajevima dokazivano i na sudu. U kasnijim godinama karijere, Gates je donirao mnogo novca raznim humanitarnim organizacijama i programima znanstvenih istraživanja putem zaklade Bill & Melinda Gates Foundation, utemeljene 2000. godine.
Bill Gates je dao ostavku na mjestu izvršnog direktora Microsofta u siječnju 2000. godine. Ostao je direktor i utemeljio radno mjesto šefa softverske arhitekture. U lipnju 2006., Gates je objavio da će se prebaciti s punog u nepuno radno vrijeme u Microsoftu i puno radno vrijeme u zakladi Bill & Melinda Gates Foundation. Svoje je obaveze postupno prepustio Rayu Ozzieju, šefu softverske arhitekture, i Craigu Mundieju, šefu istraživanja i strategije. Gatesov posljednji dan punog radnog vremena u Microsoftu je bio 27. lipnja 2008. godine. U tvrtki ostaje kao neizvršni direktor u nepunom radnom vremenu.

## Djetinjstvo
Gates je rođen u Seattleu, Washingtonu. Otac mu je William H. Gates, st., a majka Mary Maxwell Gates. Njegova obitelj bila je višeg srednjeg staleža; otac mu je bio ugledan odvjetnik, dok je majka bila članica uprave First Interstate BancSystema i United Waya. Njen otac, James Willard Maxwell, bio je predsjednik nacionalne banke. Gates ima jednu stariju sestru, Kristi (Kristianne), i jednu mlađu sestru, Libby. On je četvrti koji nosi isto ime unutar obitelji, ali poznat je kao William Gates III. ili "Treći" jer se njegov otac nije nikad potpisivao "III.". Tokom Gatesova djetinjstva, njegovi roditelji su htjeli da postane odvjetnik.
S trinaest godina, Gates se prijavio u privatnu školu Lakeside. Kad je polazio osmi razred, školski Klub majki je novcem dobivenim rasprodajom nepotrebnih školskih stvari kupio terminalni telepisač ASR-33 i vrijeme na računalima iz General Electrica (GE) za učenike škole. Gates se počeo zanimati za programiranje GE-ovog sustava u BASIC-u i bio je oslobođen nastave matematike kako bi se više bavio svojim interesima. Svoj prvi računalni program napisao je na tom uređaju: Kružić i križić koji se mogao igrati protiv računala. Gates je bio fasciniran uređajem i kako bi uvijek savršeno izvršavao softverski kod. Kasnije, prisjećajući se tog doba, Gates je komentirao: "Bilo je nešto skladno u tom stroju". Kada se donacija Kluba majki istrošila, Gates i drugi učenici tražili su druge sustave uključujući DEC-ova PDP miniračunala. Jedan od tih sustava bio je PDP-10 koji je pripadao Computer Center Corporationu (CCC). CCC je tijekom ljeta zabranio pristup četvorici učenika iz Lakesidea - Gatesu, Paulu Allenu, Ricu Weilandu i Kentu Evansu - jer ih je ulovio kako iskorištavaju greške u operativnom sustavu kako bi slobodno provodili vrijeme radeći na računalu.
Na kraju zabrane, četvorica učenika su ponudili naći greške u softveru CCC-a u zamjenu za rad na računalu. Gates je otišao u urede CCC-a i proučavao izvorni kod različitih programa koji su se koristili na sustavu, uključujući programe napisane u FORTRAN-u, LISP-u i strojnom jeziku, radije nego greške otkrivati korištenjem tih programa. Dogovor s CCC-em se nastavio sve do 1970. kada je tvrtka prestala s radom. Kasnije tijekom te godine, Information Sciences Inc. je zaposlio četvoricu učenika Lakesidea da napišu program za obračun plaća u COBOL-u, omogućujući im vrijeme za rad na računalu i beneficije. Nakon što su njegovi učitelji postali svjesni njegovih sposobnosti programiranja, Gates je napisao i školski računalni program za izradu rasporeda učenika u predavanjima. Gates je izmijenio kod tako da je uglavnom sjedio na predavanjima gdje je bilo više učenica. Kasnije je izjavio da "je bilo teško odvojiti sebe od stroja pored kojeg sam tako jednoglasno mogao biti uspješan". Sa sedamnaest godina, Gates je pokrenuo partnerstvo s Allenom, zvano Traf-O-Data, kojim su izrađivali brojila prometa bazirana na Intelovom procesoru 8008.
Gates je završio školu Lakeside 1973. godine. Osvojio je 1590 od 1600 bodova na maturi, nakon koje se prijavio na Harvardski fakultet u jesen 1973. godine. Prije sredine 1990-ih, 1590 bodova na maturi je bio ekvivalent kvocijentu inteligencije od 170 (što u grubo ima jedna od milijun osoba), brojka koja će se često spominjati u tisku. Dok je bio na Harvardu, upoznao je svog budućeg poslovnog partnera, Stevea Ballmera, kojeg je kasnije postavio za direktora Microsofta. Na Harvardu je upoznao i računalnog znanstvenika Christosa Papadimitrioua, s kojim je surađivao na radu o algoritmima. Dok je studirao, nije imao čvrstu odluku o smjeru kojim će ići i provodio je mnogo vremena koristeći računala fakulteta. Od fakulteta je odustao kad je imao svega 19 godina. Ostao je u kontaktu s Paulom Allenom i pridružio mu se u tvrtci Honeywell tijekom ljeta 1974. godine. Iduće godine izašao je MITS Altair 8800, temeljen na procesoru Intel 8080 i Gates i Allen su to vidjeli kao priliku da pokrenu vlastitu tvrtku za računalni softver. O svojoj odluci razgovarao je sa svojim roditeljima koji su ga podržali kad su vidjeli koliko je Gates želio pokrenuti vlastiti posao.

## Privatni život
Bill Gates živi u SAD-u. Vlasnik je 11 vila u kojima živi. Rastavljen je, ali ima troje djece kojim je majka njegova bivša žena, Melinda Gates.